# Cedrela oaxacensis
El cedro oaxqueño (Cedrela oaxacensis) es una especie de la familia Meliaceae.

## Clasificación y descripción
Especie arbórea de 4 a 8 m alto. Troncos simpódicos (el tronco principal deja de crecer y su crecimiento es a través de las ramas laterales), ramificados cerca de la base, corteza exfoliante, lisa, gris-rojiza, con lenticelas blancas. Hojas paripinnadas, raquis 15-30 cm largo; láminas con 6 pares de folíolos opuestos, hasta 8 cm largo y  5,5 cm ancho. Inflorescencias terminales, formada por racimos de 20 a 35 cm largo. Flores rosas, cáliz de 2 a 3 mm largo, con forma de cráter; corola de 7 a 8 mm de largo y de 2  mm de diámetro, pétalos más largos que anchos; estambres libres de hasta 7 mm largo, anteras 1 a 2 mm largo,  amarillas y lisas; flores femeninas con ovario 1 a 1,5 mm diámetro, estilo de aproximadamente 1,5 mm largo, de color pardo oscuro. El fruto, es una cápsula erecta, con 5 divisiones profundas, 2,5 a 4,5 cm largo y 2 cm diámetro, más largos que anchos, semileñosas, lisas, de color pardo-rojizas, con lenticelas amarillas y pequeñas, pedúnculos de 5 mm largo, valvas delgadas; semillas 8,1 a 9 mm largo y 4 mm de diámetro, elipsoidales, pardas, 1,5 a 2,5 cm largo incluyendo el ala.

## Distribución
Es una especie considerada como endémica de México, se distribuye en los  estados de Guerrero, Morelos, Puebla, Oaxaca y Chiapas.  Actualmente  no se tienen registros en otros estados y en otros países.

## Ambiente
Es una especie que se encuentra  en bosque de pino, bosque de encino y bosque de enebros, pueden encontrarse altitudinalmente en elevaciones de 1500-1900 m s. n. m. En este tipo de bosques  las precipitaciones fluctúan entre 600 y 1,000 mm, la temperaturas promedio están entre 12 y 23 °C, aunque soporta temperaturas más bajas. Generalmente crece sobre suelos limosos,  y moderadamente ácidos, con presencia de materia orgánica.

## Estado de conservación
Es una planta cuyo uso principal reportado hasta el momento es como leña. Especie que no se encuentra en México bajo ninguna categoría de protección de acuerdo a  la NOM-059- ECOL- SEMARNAT- 2010. De acuerdo a las categorías de protección de la UICN, tampoco está considerada en alguna de ellas.